# Волны гасят ветер
«Во́лны га́сят ве́тер» — фантастическая повесть Аркадия и Бориса Стругацких. Заключительная повесть о Мире Полудня. Завершает трилогию о Максиме Каммерере (включающую повести «Обитаемый остров», «Жук в муравейнике»). Впервые опубликована в журнале «Знание — сила» в № 6-12 за 1985 и № 1, 3 за 1986, в том же году репринт из журнала был издан отдельной книгой в Израиле. Первое книжное издание в СССР — в альманахе научной фантастики московского издательства «Знание», выпуск 32. М., 1988. С тех пор многократно переиздавалась.

## Сюжет
Повесть написана в форме дневника-воспоминаний 89-летнего Максима Каммерера, начальника сектора «Урал-Север» КОМКОНа-2. Максим Каммерер вспоминает моменты жизни, связанные с Тойво Глумовым (сыном Майи Глумовой) и их общей работой с начала 95-го по май 99-го года. Часть сюжета повести изложена в форме документов: рапортов-докладов агентов, личных писем, инструкций, реконструкций и т. п. Каммерер решил написать воспоминания после получения письма от Майи Глумовой и выхода книги неких П. Сороки и Э. Брауна, где история Тойво изложена тенденциозно и неверно.
Начало 90-х годов, Каммерер работает в КОМКОНе-2 начальником одного из отделов ЧП — Чрезвычайных происшествий. В функции этих отделов входит исследование любых странных, необычных, необъяснимых явлений и происшествий, исходя из принципа: «Всё, чего мы не понимаем, может представлять угрозу для человечества». После ЧП на планете Тисса в 93 году Каммерер поднимает вновь забытую было проблему «чужого» прогрессорства в сфере интересов человечества. Максим находит одобрение у своего непосредственного начальника Атоса-Сидорова и получает возможность собрать группу для разработки темы, которой даётся кодовое название «Визит старой дамы» — расследования, имеющего целью выявить возможную прогрессорскую деятельность неизвестной сверхцивилизации (предположительно, Странников) на Земле и Периферии.
После гибели Льва Абалкина («Жук в муравейнике») появился термин «синдром Сикорски» — «комплекс неуправляемого страха перед вмешательством Странников в жизнь земного человечества». Эти события «странным образом очистили Странников от подозрений», и в среде специалистов стало почти неприличным всерьёз говорить о возможности прогрессорства других цивилизаций на Земле. Поэтому Каммерер терпит неудачу, обратившись к ряду корифеев с вопросом: «Если на Земле действуют прогрессоры значительно более развитых неземных рас, то в чём будут, скорее всего, состоять их действия?» Единственным, кто всерьёз воспринял вопрос, становится Айзек Бромберг, предложивший модель, получившую название «Меморандум Бромберга»: «человечество будет разделено на две неравные части по неизвестному нам параметру, меньшая часть его форсированно и навсегда обгонит бо́льшую, и свершится это волею и искусством сверхцивилизации, решительно человечеству чуждой». Эта модель кладётся в основу расследования, и согласно ей ведётся сбор и анализ информации по всем необъяснимым ЧП, которые можно трактовать как применение к группе людей «отбирающего» воздействия, дающего существенно разный результат по разным людям («дисперсию реакций»). Также было решено попытаться найти статистические корреляции между этими эпизодами и реакциями конкретных людей.
Одним из сотрудников, начавших работу над этой темой, становится Тойво Глумов, бывший прогрессор, сознательно оставивший предыдущую работу и пришедший в отдел ЧП КОМКОНа-2, чтобы стать «охотником за прогрессорами».
В книге описаны те случаи, над которыми работал именно Тойво Глумов:
- «Фукамифобия» — эпидемия отказов от фукамизации (или так называемой биоблокады) (см. ниже), имевшая место в недавнем прошлом.
- «Синдром пингвина» — заболевание, выражающееся в странных снах, в которых человек видит себя летящим в космосе, без каких-либо защитных средств. Данная фобия поражала людей после пролёта конкретных регионов космоса (подпространственных тоннелей), и случающаяся не со всеми; большинству эти сны кажутся пугающими, меньшинство находит их приятными.
- В дачном поселке Малая Пеша появляются непонятные существа, которых одни люди панически боятся, а другие испытывают к этим существам жалость или даже считают их симпатичными. Налицо разная реакция на раздражитель у разных людей.
- Тема «Рип ван Винкль» — необъяснимые исчезновения людей, часть из которых впоследствии столь же необъяснимо вернулась.

При попытке контакта инспектора Сандро Мтбевари с некоторыми из людей, имевших отношение к этим случаям, происходят странные вещи: направляясь к дому одного из них, комконовец теряет сознание, причём впоследствии даже не может с уверенностью сказать, дошёл ли он до искомого дома или нет; второй случай произошел дома у одного из потерпевших, когда он после фразы: «Нет, ну это же не смешно» необъяснимым образом исчезает из дома во время визита сотрудника.
Дальнейшее расследование ЧП приводит Максима и Тойво в исследовательский центр, где все эти случаи регистрируются и изучаются. Сам центр («Институт Чудаков») вызывает у Максима Каммерера много вопросов, и он посылает туда Тойво и остальных сотрудников своего отдела под разными предлогами.
Сопоставляя списки участников происшествий, Тойво обращает внимание, что некоторые имена присутствуют в двух или даже трёх списках. После этого он практически уверен в наличии агентуры Странников на Земле, и готов даже предъявить пофамильный список.
В результате Логовенко (директор Института Чудаков) все рассказывает сотрудникам КОМКОНа-2, а также членам всемирного правительства: Горбовскому и Комову. А именно то, что речь шла о деятельности люденов — в каком-то смысле нового вида человека, обладающего сверхспособностями и сверхразвитым интеллектом. Учёные центра открыли в мозгу человека некую «третью импульсную» систему, у большинства отсутствующую, а у немногих, обладающих ею — находящуюся в неактивном состоянии. Активизация «третьей импульсной» превращает человека в «странника». Судя по всему, уже первые превращённые быстро поняли, что они не смогут жить в человеческом обществе, так как из-за слишком большой разницы в уровне, нормальные люди не воспринимаются ими как равные партнёры по общению (восприятие люденами обычных людей можно сравнить с отношением взрослого человека к маленькому ребёнку), поэтому после превращения большинство люденов быстро утрачивает былые привязанности. Как позже выясняется, большинство люденов пребывают вне Земли и занимаются какими-то своими делами, а на Земле остаются лишь «акушеры», инициирующие новых люденов, и те немногие, кто, несмотря на превращение, не лишился эмоциональной связи с близкими. Пытаясь создать собственное общество, людены начали тайный отбор людей с «третьей импульсной», в ходе которого применялись как косвенные методы (анализ реакции на необычные ситуации и воздействия, которые и привлекли к себе внимание КОМКОНа-2), так и тест, который проводился над всеми посетителям в исследовательском центре — так называемом «Институте Чудаков».
Максиму, который, очевидно, ещё раньше обратил внимание на «Институт Чудаков», удаётся внедрить туда своего человека, который получает доступ к результатам исследований о наличии «третьей импульсной»; под разными предлогами Максим направляет туда всех своих подчинённых, чтобы провести их через приборный сканер института и убедиться, что среди них нет замаскированных «странников». А после посещения института Тойво приходит информация — у него оказался тот самый «зубец-Т на ментограмме», что показывает наличие «третьей импульсной».
Очевидно, что вскоре Тойво поступит предложение об активации «третьей импульсной». Тойво пугает эта перспектива, он даже намеревается покинуть Землю. Максим же заинтересован в обратном: он хочет, чтобы Тойво принял предложение, но стал агентом обычных людей среди люденов. В результате директору Института Чудаков людену Логовенко удаётся уговорить Тойво — тот присоединяется к люденам. Надежды Максима на чувство долга Тойво не сбываются; бывший сотрудник утрачивает интерес к прежней жизни и к людям, с которыми он был связан, и перестаёт давать о себе знать. Поначалу он ещё навещает время от времени мать и ранее горячо любимую жену Асю, но всё реже и реже, пока однажды не исчезает насовсем. Каммереру так и не удаётся с ним поговорить.
В последнем документе приводится отчаянное письмо Майи Тойвовны Глумовой, в котором она обреченно сообщает, что Тойво покинул Землю навсегда и удивляется, почему Каммерер ничего не говорит по этому поводу.
После рассекречивания деятельности люденов с Логовенко проводятся переговоры членов земного правительства. Обнародование фактов получает название «Большое откровение» и становится одной из заметных вех в земной истории. Людены в конце концов покидают Землю. Судя по всему, им так и не удаётся создать своё общество.

## Фукамизация
Фантастическая медицинская процедура, проводимая над плодом непосредственно за сутки до рождения с целью повышения жизненных сил будущего ребёнка. Состоит из двух этапов:
1. введения сыворотки УНБЛАФ («Бактерия Жизни» — собственно биоблокада) в околоплодные воды
2. «растормаживания гипоталамуса» плода с помощью микроволнового облучения.

Данная процедура многократно повышает адаптационные механизмы иммунной системы, увеличивает сопротивляемость организма органическим и неорганическим ядам, излучениям и проч. Степень безопасности и отработанность процедуры были таковы, что имелся «Закон об обязательной биоблокаде», согласно которому фукамизацию проводили всем без исключения новорождённым (кроме тех крайне редких случаев, когда из-за особенностей мозга фукамизация была противопоказана). Людены спровоцировали эпидемию отказов рожениц от фукамизации их детей и боролись за отмену «Закона об обязательной биоблокаде», так как в тот период не умели восстанавливать структуру головного мозга у потенциальных люденов после растормаживания гипоталамуса.
«Инструкция по фукамизации» была написана по просьбе А. Н. Стругацкого его лечащим врачом — Юрием Иосифовичем Черняковым.
В мире Полудня процедура названа по именам её создательниц — сестёр Натальи и Хосико Фуками. Братья Стругацкие тем самым воздали должное переводчику своих произведений на японский язык, также носившему фамилию Фуками.

## Место действия
В повести описаны события, произошедшие в посёлке Малая Пеша, находящейся в 40 километрах от Нижней Пеши, на реке Пёша, впадающей в Чёшскую губу Баренцева моря. Нижняя Пеша в повести — научный посёлок, в котором расположен филиал Сиднейского института Флеминга по конструированию искусственных организмов. В 40 километрах от Нижней Пёши выше по реке Пёша, расположена деревня Верхняя Пёша.